# Rechte alsem
Rechte alsem (Artemisia biennis) is een eenjarige plant uit de composietenfamilie (Asteraceae). De soort komt van nature voor in Noord-Azië en heeft zich vandaaruit verspreid over Europa en Noord-Amerika.
De plant wordt 30–150 cm hoog en heeft een groene tot roodaangelopen stengel. Het veerdelige blad kan tot 13 cm lang worden. De bladdelen hebben een getande rand. De bladeren zijn aan beide zijden kaal.
Rechte alsem bloeit van augustus tot in de herfst met in de bladoksels zittende, rechtopstaande hoofdjes, die korte aren vormen. Alleen de bovenste hoofdjes zitten in een smalle pluim. De buitenste, gereduceerde, smalle buisvormige bloemen van het hoofdje zijn vrouwelijk en korter dan het omwindsel. De stempellobben steken buiten de bloem uit.
De vrucht is een minder dan 1 mm lang nootje.
Rechte alsem komt voor langs grintgaten, op zandstrandjes langs rivieren en op omgewerkte grond.

## Namen in andere talen
- Duits: Zweijähriger Beifuß
- Engels: Biennial wormwood
- Frans: Armoise bisannuelle